# Azerbeidzjan op de Olympische Winterspelen 2022
Azerbeidzjan nam deel aan de Olympische Winterspelen 2022 in Peking in China.

## Deelnemers en resultaten

### Kunstrijden
| Naam                | Onderdeel | KK    | KK   | VK     | VK   | Totaal | Totaal |
| Naam                | Onderdeel | Score | Rang | Score  | Rang | Score  | Rang   |
| ------------------- | --------- | ----- | ---- | ------ | ---- | ------ | ------ |
| Vladimir Litvintsev | Mannen    | 84,15 | 18   | 155,04 | 19   | 239,19 | 18     |
| Ekaterina Ryabova   | Vrouwen   | 61,82 | 16   | 118,15 | 15   | 179,97 | 15     |

Albanië · Amerikaans-Samoa · Amerikaanse Maagdeneilanden · Andorra · Argentinië · Armenië · Australië · Azerbeidzjan · België · Bolivia · Bosnië en Herzegovina · Brazilië · Bulgarije · Canada · Chili · China · Chinees Taipei · Colombia · Cyprus · Denemarken · Duitsland · Ecuador · Eritrea · Estland · Filipijnen · Finland · Frankrijk · Georgië · Ghana · Griekenland · Groot-Brittannië · Haïti · Hongarije · Hongkong · Ierland · IJsland · India · Iran · Israël · Italië · Jamaica · Japan · Kazachstan · Kirgizië · Kosovo · Kroatië · Letland · Libanon · Liechtenstein · Litouwen · Luxemburg · Madagaskar · Maleisië · Malta · Marokko · Mexico · Moldavië · Monaco · Mongolië · Montenegro · Nederland · Nieuw-Zeeland · Nigeria · Noord-Macedonië · Noorwegen · Oekraïne · Oezbekistan · Oost-Timor · Oostenrijk · Pakistan · Peru · Polen · Portugal · Puerto Rico · Roemenië · San Marino · Saoedi-Arabië · Servië · Slovenië · Slowakije · Spanje · Thailand · Trinidad en Tobago · Tsjechië · Turkije · Verenigde Staten · Wit-Rusland · Zuid-Korea · Zweden · Zwitserland
Russische ploeg